# 맥스 바바코우
맥스 바버코(영어: Max Barbakow)는 미국의 영화 제작자이다. 여러 단편 영화를 연출한 후 감독 데뷔 장편 영화인 《팜 스프링스》로 폭넓은 비평적 찬사와 인정을 받았다. 현재 피터 딩클리지와 조시 브롤린 주연의 《브라더스》, 줄리아 로버츠와 제니퍼 애니스턴이 출연하는 제목 미정의 바디 스와프 코미디, 그리고 빌 머리와 크리스틴 위그가 출연하는 영화 《이피퍼니》를 제작 중이다.

## 교육
오하이의 새처 스쿨에 다녔다. 예일 대학교에서 학사 학위를 받았고, 쿠바에서 베르너 헤어초크와 단편 영화를 제작했다. AFI 예술 학교에서 연출 석사 학위를 받았다.

## 경력
수년 동안 단편 영화를 만든 후 2013년에 첫 장편 영화인 《엄마, 나는 사생아예요!》를 감독했다. 《엄마, 나는 사생아예요!》는 예일 대학교 졸업 작품으로, 그의 공개 입양과 친어머니와의 관계에 대한 다큐멘터리이다.
《팜 스프링스》 개봉 후 폭넓은 비평적, 상업적 성공을 거두었다. 선댄스 영화제에서 공개된 후 네온과 훌루는 1750만 달러에 영화의 배급권을 획득했다. 이 영화는 제26회 크리틱스 초이스 어워드에서 코미디 영화 부문 작품상, 2021년 크리틱스 초이스 슈퍼 어워드에서 SF·판타지 영화 부문 작품상을 수상했으며, 할리우드 비평가 협회에서 코미디·뮤지컬 영화 부문 작품상을 수상했다. 《팜 스프링스》는 또한 코미디 영화 부문 작품상을 포함하여 골든 글로브상 후보에 두 차례 올랐으며, 앤디 시아라와 함께 미국 작가 조합상 각본상 후보에 올랐다.
2021년, 스트리밍 플랫폼에서 처음으로 시도된 《팜 스프링스》의 코멘터리 버전에 참여했다.
브롤린, 딩클리지, 글렌 클로스, 브렌던 프레이저 주연의 《브라더스》는 2024년 10월 11일 아마존 MGM 스튜디오를 통해 일부 극장에서 개봉한 후 2024년 10월 17일 아마존 프라임 비디오에서 공개되었다.

## 사생활
《팜 스프링스》 제작을 시작하기 전에 아내를 만나 결혼했다.

## 필모그래피
- 엄마, 나는 사생아예요! (Mommy, I'm a Bastard!) (2013)
- 듀크: J.P. 듀크의 회고록 '나는 듀크다'를 바탕으로 (The Duke: Based on the Memoir 'I'm the Duke' by J.P. Duke) (2016; 단편 영화)
- 미 둘시네아 (Mi Dulcinea) (2017; 단편 영화)
- 팜 스프링스 (Palm Springs) (2020)
- 브라더스 (Brothers) (2024)